# 1179
Năm 1179  trong lịch Julius.

## Sự kiện
- 10 tháng 6: trận Marj Ayyun, còn gọi là trận Marj Ayyoun, trận đánh của quân đội của vương triều Ayyub dưới sự chỉ huy của Saladin đã đánh bại một đội quân Thập tự chinh do vua Baldwin IV của Jerusalem dẫn đầu

## Sinh
- Snorri Sturluson, nhà nghiên cứu lịch sử, nhà thơ và chính trị gia người Iceland
- Trần Vĩ, tên tự là Tử Hoa, quan viên nhà Tống trong lịch sử Trung Quốc

## Mất
- Hildegard von Bingen, thầy thuốc, nhà soạn nhạc và nữ tu của Giáo hội Công giáo Rôma người Đức
- Tô Hiến Thành, quan đại thần phụ chính nhà Lý, phụng sự hai triều vua: Lý Anh Tông và Lý Cao Tông